# Alessandro Piva

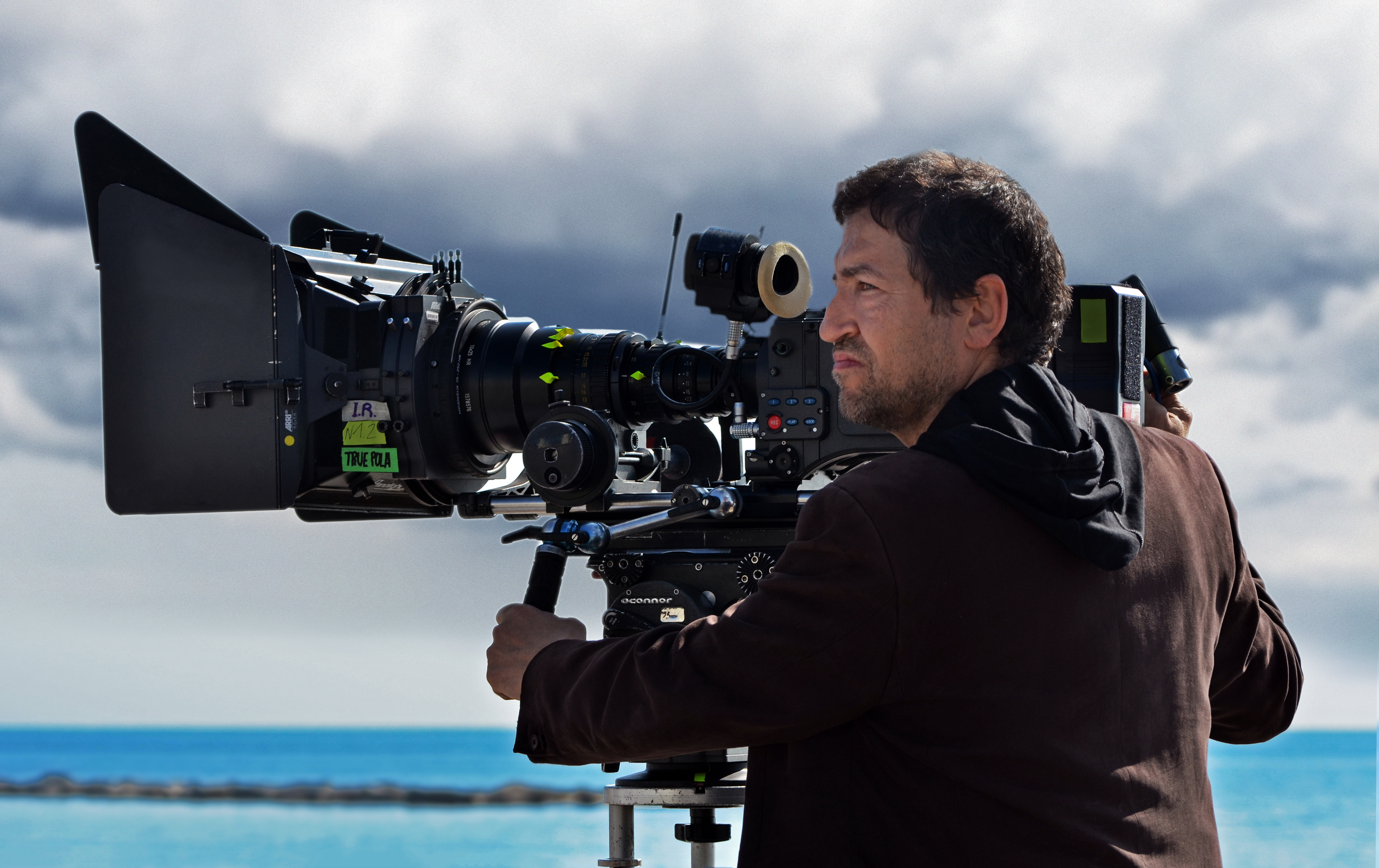
Il regista Alessandro Piva

Alessandro Piva (Salerno, 8 aprile 1966) è un regista, sceneggiatore, produttore cinematografico, montatore e direttore della fotografia italiano.

## Biografia
Nasce a Salerno nel 1966, ma cresce tra quest'ultima, Latina, Matera e Bari, dove trascorre gli anni del liceo e ambienterà il suo esordio alla regia. Il primo set lo incontra nel 1986 ai Riverside Studios di Londra, dove Derek Jarman gira il suo controverso Caravaggio; Piva vi partecipa in qualità di figurante e ne continua a seguire poi le riprese da osservatore sul set. 
Una volta tornato in Italia, s'iscrive presso il Centro sperimentale di cinematografia di Roma, dove si diploma in montaggio e si cimenta con la scrittura per il cinema: tra il 1992 e il 1993 ottiene, assieme al collaboratore Salvatore De Mola, due Menzioni speciali al Premio Solinas per sceneggiature inedite. Negli stessi anni lavora come montatore (tra gli altri, firma il montaggio del film Gli Occhi Stanchi di Corso Salani), come programmista/regista per il canale Cine Classics dell’editore Multitematique e come documentarista, realizzando reportage in Italia e all'estero. Nel 1995 vince il Premio Bizzarri per il documentario con il reportage sugli operai dell’ILVA di Taranto “A Zero Ore”.
Debutta alla regia di lungometraggio nel 1999 con il film LaCapaGira, scritto dal fratello Andrea e girato quasi interamente in dialetto barese (tanto da indurre il distributore Lucky Red a sottotitolare la pellicola per la circolazione nelle sale nazionali), che viene presentato con successo al Festival di Berlino e vince il David di Donatello, il Nastro d'Argento, il Ciak d'Oro, il Dolly D'oro 2000 e il premio per la miglior colonna sonora al Festival Internazionale Cinema Jove di Valencia. Altri lungometraggi del regista sono: Mio cognato presentato al Locarno Festival 2003 e che colleziona tre candidature ai Nastri d'Argento 2004, una Targa ANEC, un Premio Zanchi alle Giornate Professionali di cinema a Sorrento ed un premio Miglior Regia al Festival Sulmona Cinema 2003; Henry, presentato in concorso al Festival di Torino 2010, che ottiene un Premio del Pubblico; Milionari, presentato in concorso al Festa del Cinema di Roma e in selezione ufficiale al Festival Internazionale di Shanghai e che ottiene una candidatura ai Nastri d’Argento 2016.
Fonda nel 2001 la casa di produzione Seminal Film, con cui realizza film (corto e lungometraggi) e spot per campagne pubblicitarie. Nel 2008 gira due spot per Fox Channel, premiati agli Sky Awards ed al Promax di New York dello stesso anno. Concepisce e realizza lo spot con le casalinghe baresi Riso patate e cozze per Amgas, diventato un tormentone anche grazie al remix di XanderDJ, il cui video su YouTube ha superato 1.400.000 visualizzazioni. Il regista firma la realizzazione dello spot istituzionale della Presidenza del Consiglio dei Ministri per la campagna Rai di Matera 2019 - Capitale europea della Cultura. Sulla piattaforma YouTube la Seminal Film crea e gestisce i contenuti del canale Seminaltube, con all’attivo più di 6 milioni di visualizzazioni.
Tra il 2002 e il 2006 dirige atti unici e documentari per Radio3 Rai, lavorando tra gli altri con Fabrizio Gifuni, Massimo Popolizio, Marcello Fois, Tommaso Pincio. Con Radio 3 ha lavorato anche a programmi come Centolire, Tre soldi e Le meraviglie.
Piva si impegna in campagne sociali nel Mezzogiorno, come l’iniziativa Perotti Point, legata all’abbattimento dell’ecomostro Punta Perotti sul lungomare di Bari, che ha portato in Puglia cineasti da tutta Italia per la realizzazione d'un documentario collettivo sull’evento. Nel 2005, Piva realizza il video Altra velocità, una serie di interviste alla Stazione Termini di Roma girate con l’ausilio tecnico di una Dutch Head. Il video è stato presentato a Venezia durante la 62ª Mostra del Cinema per lanciare la campagna di Fausto Bertinotti alle Primarie de L'Unione, proiettato in un esperimento pioneristico su 5 schermi dei quali 4 in verticale.
Nel 2007 si cimenta nella regia d'opera, con un allestimento de Il cappello di paglia di Firenze di Nino Rota per la Fondazione Teatro Petruzzelli di Bari. Nello stesso anno Piva collabora con il fotografo di paesaggistica urbana Gabriele Basilico, per la sua mostra Bari 06.07 a cura di Clara Gelao: in questa occasione realizza, con un montaggio sonoro in presa diretta, delle partiture acustiche da ascoltare in cuffia davanti a una selezione degli scatti di Basilico in esposizione. Il 2008 lo vede impegnato come regista per Taodue nella lavorazione di una serie Tv per la prima serata Mediaset, La scelta di Laura, con Giulia Michelini e Giorgio Pasotti. 
Nel 2011 presenta alla Mostra del Cinema di Venezia il documentario Pasta Nera, premiato con una Menzione speciale dalla giuria del Premio Fedic e finalista al David di Donatello 2012. Il film gli vale il Premio Nazionale Franco Enriquez.
Nel 2014 completa, dopo una lavorazione durata più di dieci anni, Situazione. Il film, che mescola gli stili del cinema di finzione (protagonisti Dino Abbrescia e Alfredo Minenna) e del documentario, viene presentato in anteprima alla serata inaugurale del Bif&st. 
In occasione di Expo Milano 2015, progetta la videoinstallazione immersiva che, nello spazio dedicato alla Regione Puglia del Padiglione Italia, ricrea un uliveto millenario per i visitatori. Sempre per Puglia Promozione firma la campagna video “WeAreinPuglia”, che diffonde l’immagine del tacco d’Italia tra fiere specializzate e social a livello internazionale.
Nel 2015 conduce la rassegna/laboratorio Maestro sarà lei! al cineporto di Foggia: tre giorni di dibattito e proiezioni con professionisti del cinema italiano (tra gli ospiti Daniele Ciprì e Massimo Gaudioso). A partire dal 2017 progetta e conduce all’arena Garbatella, nell’omonimo quartiere della capitale, la rassegna SGARBATELLUM - conversazioni irriverenti tra addetti ai lavori per chi il cinema lo ama, lo fa, lo vuole fare. Negli anni hanno partecipato come ospiti registi, attori, produttori e sceneggiatori, come ad esempio Gianni Amelio, Giuseppe Bonito, Matteo Garrone, Mario Martone, Sydney Sibilia, Valentina Lodovini, Teresa Saponangelo, Vanessa Scalera, Mario Mazzarotto, Ciro De Caro e Francesco Bruni.
A partire dal 2015, Piva avvia lo sviluppo di un ciclo di videoritratti d’artista: i primi tre video sono dedicati agli artisti pugliesi Iginio Iurilli, Michele Giangrande e Pierpaolo Miccolis.  In corso di realizzazione i ritratti di Franco Dellerba e Baldo Diodato.
Per il Ministero per i beni e le attività culturali e per il turismo ed alcune regioni dell’Italia meridionale realizza, con il compositore Riccardo Giagni, il film breve Road to Myself (2017), sui cammini culturali nel Sud Italia., seguito da Due Sicilie (Premio miglior documentario allo Sciacca Film Festival nel 2016), documentario sulla Sicilia tra presente e passato attraverso i suggestivi repertori del Novecento, rielaborati in sequenze originali girate negli stessi luoghi impiegati da grandi maestri del passato come Vittorio De Seta, Folco Quilici e Ugo Saitta, realizzato in collaborazione con l'Istituto Luce.
Nel 2019 firma il documentario Santa Subito, incentrato sulla vicenda di Santa Scorese, giovanissima attivista cattolica uccisa da uno stalker nel 1991. Il film è stato invitato in selezione ufficiale alla XIVª Festa del Cinema di Roma, dove ha conseguito il Premio della Critica Sociale “Sorriso Diverso” e il BNL People’s Choice Award, premio principale della manifestazione. Il documentario ha inoltre ricevuto una candidatura ai Nastri d'Argento, sezione Cinema del Reale.
Nel 2020 dirige la campagna nazionale Puglia delle Meraviglie per la ripresa delle attività turistiche della regione dopo il lockdown. Realizza “Sea Mood”, diario di viaggio documentario attraverso i borghi marinari pugliesi, presentato al Festival Visioni dal Mondo di Milano.
Nel campo della formazione nei linguaggi audiovisivi, dal 2014 è docente di regia presso la Scuola d'arte cinematografica Gian Maria Volonté a Roma e dal 2020 insegna Regia Cinematografica e Televisiva presso l’Accademia di Belle Arti di Bari.
Come giurato, Piva ha partecipato a vari festival, tra i quali il Filmfestival Münster, il Premio Solinas ed il Bif&st, dove nel 2021 ha tenuto un laboratorio di regia che ha visto un saggio finale con la partecipazione di Vinicio Marchioni. 
Piva ha collaborato anche con testate giornalistiche quali il Corriere del Mezzogiorno, La Repubblica/Bari e La Gazzetta del Mezzogiorno. Nell’ambito della comunicazione politica e istituzionale, ha ricevuto commissioni dal Dipartimento Editoria e Informazione della Presidenza del Consiglio dei Ministri, il Ministero per le Pari Opportunità, lo Sport e le Politiche Giovanili, L’Università degli Studi, L’Accademia di Belle Arti, il Senato della Repubblica, l’Università Americana di Roma. Nel 2019 è componente della Commissione del Ministero per i beni e le attività culturali e per il turismo sui progetti di sviluppo e promozione dell’attività cinematografica e audiovisiva. Nel 2022 è presidente della commissione tecnico artistica per la valutazione dei progetti per il cinema della Regione Sardegna.
Piva è membro dell’Accademia del Cinema Italiano - Premi David di Donatello.

## Filmografia

### Regista

#### Cinema
- LaCapaGira (1999)
- Mio cognato (2003)
- Henry (2010)
- Situazione (2014)
- Milionari (2014)

#### Documentari
- Pasta nera (2011)
- Due Sicilie (2016)
- Santa subito (2019)

#### Televisione
- La scelta di Laura – serie TV (2009)

#### Teatro
- Quanto basta (2021)[31]

### Sceneggiatore

#### Cinema
- Mio cognato (2003)
- Henry (2011)
- Situazione (2014)

#### Documentari
- Santa subito (2019)

### Produttore

#### Cinema
- LaCapaGira (1999)
- Mio cognato (2003)
- Henry (2011)
- Situazione (2014)

#### Documentari
- Pasta nera (2011)

### Montatore

#### Cinema
- Alta marea, regia di Lucian Segura (1991)
- Gli occhi stanchi, regia di Corso Salani (1995)
- LaCapaGira (1999)
- Henry (2011)
- Situazione (2014)

## Riconoscimenti
- David di Donatello
  - 2000 – Miglior regista esordiente per LaCapaGira[32]
- Ciak d'oro
  - 2000 – Migliore opera prima per LaCapaGira
- Torino Film Festival
  - 2010 – Premio del pubblico per Henry[33]
- Federazione italiana dei cineclub
  - 2011 – Menzione speciale dalla giuria del Premio FEDIC per il documentario Pasta nera[34]
- Festa del Cinema di Roma
  - 2019 – Premio del pubblico BNL per Santa subito